# Солимы
Солимы (др.-греч. Σόλῠμοι) — в древнегреческой мифологии воинственное племя, жившее на севере Ликии. Этот народ упоминается в Илиаде Гомера и у Геродота. Его вытеснили термилы, которые пришли с Крита во время минойской цивилизации и впоследствии получили название ликийцев.
Согласно античным древнегреческим мифам были побеждены по заданию ликийского царя Иобата Беллерофонтом. В этом мифе антиковеды видят отображение борьбы между греческими переселенцами и коренным населением, названным народом солимов, за обладание Ликией.